# Maceda
Maceda és un municipi de la província d'Ourense a Galícia. Pertany a la Comarca de Allariz-Maceda.
| 4.948 | 5.919 | 5.991 | 5.467 | 3.262 |
| Fonts: INE i IGE (Els criteris de registre censal variaren i les dades de l'INE i de l'IGE poden no coincidir.) |       |       |       |       |

## Parròquies
- Asadur (Santa Mariña)
- Castro de Escuadro (Santa Baia)
- As Chás (San Xoán)
- A Costa (Santiago)
- Covas (San Xoán)
- Foncuberta (Santa María)
- Maceda (San Pedro)
- Piúca ou Araúxo (Sta María)
- Santiso (Santa María)
- Tioira (Santa María)
- Vilardecás (San Xoán)
- Zorelle (Santiago)

## Personatges il·lustres
- José Gómez Gayoso, lluitador antifranquista.